# Viksberg (noordelijke delen)
Viksberg (noordelijke delen) (Zweeds: Viksberg (norra delen)) is een småort in de gemeente Södertälje in het landschap Södermanland en de provincie Stockholms län in Zweden. De plaats heeft 112 inwoners (2005) en een oppervlakte van 25 hectare. Het småort omvat de noordelijke delen van de plaats Viksberg.